# Eleuterio Sánchez
Eleuterio Sánchez Rodríguez, el Lute (Salamanca, 15 de abril de 1942) es un escritor español de origen merchero que se hizo famoso tras ser condenado por atraco y asesinato durante el régimen franquista.

## Biografía
Nació en 1942 en una chabola del barrio de Pizarrales, Salamanca, en el seno de una familia merchera cuyo cabeza de familia estaba en prisión. Fue bautizado en la parroquia de Santibáñez de la Sierra, donde habían llegado sus padres trabajando como hojalateros, y recibió el nombre de Eleuterio por expreso deseo de su padrino, que así se llamaba y que puso esta condición para serlo.
Adquirió notoriedad social al ser encarcelado durante dos años y tres días por comisión de varios delitos de robo. El 5 de mayo de 1965, se produjo un atraco a mano armada en una joyería en la calle de Bravo Murillo de Madrid, en el cual fue asesinado el vigilante de seguridad del establecimiento y fueron robadas 120 000 pesetas. Sánchez fue acusado y sometido a un juicio, en el que se le declaró culpable. Se le condenó a la pena capital, sentencia que fue conmutada por la de cadena perpetua.
Su gran fama mediática vino de la mano de sus fugas, la primera de ellas desde un tren donde era custodiado por la Guardia Civil en un traslado penitenciario en 1966, tras la que consiguió estar evadido durante trece días hasta ser arrestado; la segunda desde el penal del Puerto de Santa María en la Nochevieja de 1970, tras la que estuvo escondido y fugado durante un gran periodo de tiempo, ayudado por su grupo social. Su búsqueda fue seguida con gran interés por la prensa, lo que acrecentó su fama, hasta que finalmente el 2 de junio de 1973 fue detenido de nuevo y no volvió a escapar. Quedó en libertad definitivamente el 20 de junio de 1981.
En la prisión aprendió a leer, a escribir y a cantar. Aprobó la carrera de Derecho en la UNED y ejerció como abogado en el gabinete jurídico madrileño de Enrique Tierno Galván. Es autor de una serie de libros autobiográficos: Camina o revienta (1977), Mañana seré libre (1979), Una pluma entre rejas (1981), Entre sombras y silencios (1983), Crónica de un campusiano (1987) y Cuando resistir es vencer (2013).
El 2 de marzo de 2006, el Lute fue detenido por última vez por la Guardia Civil en la localidad onubense de Punta Umbría tras una denuncia de su esposa por malos tratos. La Audiencia Provincial de Sevilla confirmó definitivamente su absolución por violencia de género en diciembre de 2008.
El 3 de enero de 2009, el Lute volvió a salir a la palestra en varios medios de comunicación con la petición de que se declarase «radicalmente nulo» el proceso judicial por el que fue condenado a muerte por haber sido un juicio sumarísimo, sin garantías para el procesado y con una ley franquista.
Tiene cinco hijos, con tres mujeres distintas. Con Consuelo tuvo a José María y David; posteriormente, con Carmen Romero, a Eleuterio, y en su único y último matrimonio, con Carmen Cañavate Hors, tuvo a Ismael y Camino.
Actualmente reside entre Niebla (provincia de Huelva)y Cabezabellosa (Cáceres).

## En la cultura popular
Su historia fue llevada al cine en los años 80 con El Lute: camina o revienta, película que tuvo su secuela, El Lute II: mañana seré libre protagonizado por Imanol Arias.
La obra de teatro Eleuterio. Historia de un hombre libre (José Marraco, 2012) está inspirada en su vida.
En 1975, Benito Moreno le homenajeó con el disco Romances del Lute y otras canciones.
En 1979, su historia fue relatada en el sencillo El Lute/Gotta Go Home del grupo Boney M en su álbum Oceans of Fantasy.
En 2004, Estopa le hizo una canción, La del Lute, en una edición especial de La calle es tuya.
En 2008 Haze tituló una de sus canciones como El Lute, libre o muerto, con la participación de José Mercé.
El cantautor Joaquín Sabina lo menciona en la canción «Así estoy yo sin ti» («lascivo como el beso del coronel, furtivo como el Lute cuando era el Lute, así estoy yo sin ti»).
Los Mojinos Escozíos también le mencionan en la canción «Mango» del disco Semos unos monstruos («La gente me tiene más miedo que al Lute»).
En el capítulo 77 de la serie de RTVE Cuéntame cómo pasó, emitido en la 5ª temporada durante el mes de abril de 2004, aparece información referente a su fuga en 1970 desde el penal del Puerto de Santa María.
El grupo de rap español Los Chikos del Maíz lo nombran en la canción «Spain is Different»: «Rollito Corleone no, me quedo con el Lute». También en su canción «Criptobros» de su disco Yes Future, que vio la luz en 2022: «Buceando con el Nani, escapando con el Lute».
También lo menciona el grupo Perros Callejeros en su canción «Alter Ego»: «Soy un ladrón de gallinas, como Eleuterio».
El Sicario, rapero componente del grupo de rap español Hablando en Plata Squad, también lo nombra en la canción "Últimas Noticias": "Pregunta a Imanol Arias quién es el Sicario y te dirá que el Lute".
En 2016 aparece en el capítulo 5 de la serie "El Caso: Crónica de sucesos" (TVE 1), donde le realizan la famosa foto antes del juicio de 1966 con el brazo en cabestrillo entre dos guardias civiles, foto que después es vendida a otros periódicos.

## Libros
- Camina o revienta (1977), publicado mientras se encontraba en prisión.[12]
- Mañana seré libre (1979), publicado mientras se encontraba en prisión.
- Una pluma entre rejas (1981)
- Cuando resistir es Vencer (2013)[13]